# 21. domobranski pehotni polk (Avstro-Ogrska)
Za druge 21. polke glejte 21. polk.
21. domobranski pehotni polk (izvirno nemško k.k. Landwehr Infanterie Regiment Nr. 21; dobesedno slovensko: Cesarsko-kraljevi deželnobrambovski pehotni polk št. 21) je bil pehotni polk avstro-ogrskega Domobranstva.

## Zgodovina
Polk je bil ustanovljen leta 1889. 

### Prva svetovna vojna
Polkovna narodnostna sestava leta 1914 je bila sledeča: 98% Nemcev in 2% drugih.
Naborni okraj polka je bil v St. Pöltnu in dunajskem okrožju B, pri čemer so bile polkovne enote garnizirane v celoti v St. Pöltnu.
Med prvo svetovno vojno se je polk bojeval tudi na soški fronti, med drugim tudi med tretjo soško fronto. Med osmo soško ofenzivo je polk sodeloval v neuspešnem avstro-ogrskem protinapadu 11. oktobra 1916 dopoldne.

## Poveljniki polka
- 1898: Friedrich Weigl von Löwenwarth[5]
- 1914: Eduard von Dietrich[1]